# Högaliden
Högaliden är en bebyggelse öster om Lindome i Lindome socken i Mölndals kommun av SCB avgränsad till en småort och av dem fram till 2010 namnsatt till Hassungared och Högalid.